# Sid el niño científico
Sid, el niño científico (Sid the Science Kid en inglés) es una serie animada estadounidense de PBS Kids. Se emitió del 1 de septiembre de 2008 al 25 de marzo de 2013, con un total de 68 episodios de media hora producidos en dos temporadas. El programa es producido por The Jim Henson Company y PBS KCET en las instalaciones de Henson Digital Puppetry Studio. La animación se produce mediante captura de movimiento que permite a los titiriteros expresar personajes animados digitalmente en tiempo real.

## Personajes
- Sid: Es un chico muy curioso, cada cosa que ve en su alrededor le llama la atención, es muy inteligente y simpático y no puede dejar de tener preguntas e ideas en su cabeza.

 Vanessa Hudgens
- Gabriela: Es la mejor amiga de Sid, siempre esta segura de todo lo que dice, le gusta mostrar su talento al mundo sin importar la situación, en la 1 temporada era la única que acompañaba a Sid a su casa, puesto que es su mejor amiga.

- Jerry (Gerald en inglés): Es un chico muy hiperactivo, le gusta mucho hacer bromas y molestar a sus amigos, pero a pesar de ser tan fastidioso, es muy inteligente y amigable.

- Mey: Es muy sentimental y tierna, es tímida y algo negativa algunas veces, pero aun así adora divertirse y jugar con sus amigos, es un poco insegura, pero el estar con sus amigos la hace sentir mejor.

- Maestra Susie: Ella hace la ciencia muy divertida, ya que es muy alegre y simpática, siempre le tiene la respuesta a todas las cosas que Sid pregunte y eso la hace una fuente de sabiduría.

- Alicia: ella es la mama de Sid. Ayuda con las preguntas en la computadora y en el buzón de preguntas.

- Max: padre de Sid, él es cómico y alegre.

- Zak: el hermanito de Sid, él es juguetón y muy llorón.

- La abuela de Sid: ella es amorosa, cuidadosa y acompaña en su auto a Sid a casa desde su escuela. Además, cuenta historias de su vida.

## Secciones

### La pregunta
Es la primera "sección" que sucede en todos los episodios, que es cuando Sid crea una pregunta sobre algo que se encuentra en su mente.

### A desayunar
Es la segunda "sección" que sucede en todos los episodios, esta comienza cuando la madre de Sid le grita: "Sid a desayunar" y Sid dice: "¡a desayunaaaar!"; en esta "sección" Sid les explica o pregunta cosas acerca de la pregunta que tuvo ese día, y los padres le explican algunas razones de porque sucede, no se puede o es eso, lo cual hace que Sid se haga muchas más preguntas.

### Camino a la escuela
En esta sección Sid es llevado por su mamá Alicia en su auto mientras canta "Amo a mamá" hasta llegar a la escuela donde se despiden.

### La encuesta de Sid
Esta sección comienza cuando Sid llega a la escuela, luego de cantar con sus amigos la canción de "Mis amigos donde están", en la cual, como su nombre lo dice, Sid busca a sus amigos; en esta "sección" Sid les pregunta a sus amigos cosas que les ha ocurrido, que han visto, probado, etc, del tema que Sid se pregunta ese día, luego de preguntarle a sus amigos Sid compara las respuestas que le dieron sus amigos buscando pistas sobre el tema que se pregunta ese día. A veces se omite esta "sección" para mostrar la "sección" de "La hora de jugar con sus nuevas ideas", pero eso ocurre muy pocas veces.

### La ronda
Esta sección empieza desde que la maestra Susie llama a los chicos y canta con ellos la canción "A la ronda", luego se sientan en unos cojines y Jerry antes de sentarse hace una dramatizacion de algo que puede suceder con el tema que se pregunta Sid, luego de que Jerry se siente en el cojín, Sid y sus amigos le explican a la maestra Susie el tema que se han estado preguntando y así ella los lleva a "El super laboratorio" a explicarles el tema y darles una actividad.

### La actividad de los amigos científicos
Esta sección empieza desde que Sid les dice a los televidentes: "hey amigos científicos, háganlo ustedes también ". Luego de que Sid haya dicho su frase, aparece la actividad que hacen los chicos hecha por niños reales (humanos) y la maestra Susie les dice lo que deben hacer.

### La hora de jugar con sus nuevas ideas
Luego de aprender sobre el tema, Sid y sus amigos juegan cosas entretenidas sobre lo que aprendieron, algunas veces juegan a la familia o crean diferentes historias y algunas veces hasta cuentan chistes. esta escena es omitida muchas veces por Discovery Kids.

### La hora de que Susie cante
Los chicos le piden a Susie que cante algo sobre el tema que aprendieron, y ella lo hace.

### En el auto con mi abuela
Esto comienza desde que Sid sale de la escuela y es recogido por su abuela, así ellos escuchan una canción de diferente género y ritmo y a esta Sid le agrega la frase: "en el auto con mi abuela". luego de que Sid diga esto, la abuela apaga la emisora y Sid le cuenta sobre lo que aprendió, así la abuela le cuenta a Sid algo que hubo en sus tiempos acerca del tema. esta sección es diferente algunas veces porque en algunos episodios Sid esta en el auto con la abuela y Gabriela, ya que ella lo va a visitar.

### El resto del día
Esta sección siempre empieza con la canción "Que bien, aprendí". Esta sección siempre es diferente, ya que Sid vive cosas divertidas en su casa con su familia y/o amiga Gabriela. esta sección también es omitida algunas veces por Discovery Kids.

### La super-hiper-extra-mega-gran idea
Es la conclusión de todo el episodio, en donde Sid da un repaso de lo que aprendió en el episodio y obtiene una idea que el llama: "la super-hiper-extra-mega-gran idea" que puede ayudar al mundo con el problema que el descubrió, luego de esto Sid se queda o jugando con los peluches (pateando a su pingüino o golpeando a su dinosaurio) o  se va a dormir concluyendo el episodio.